# Jalapeño

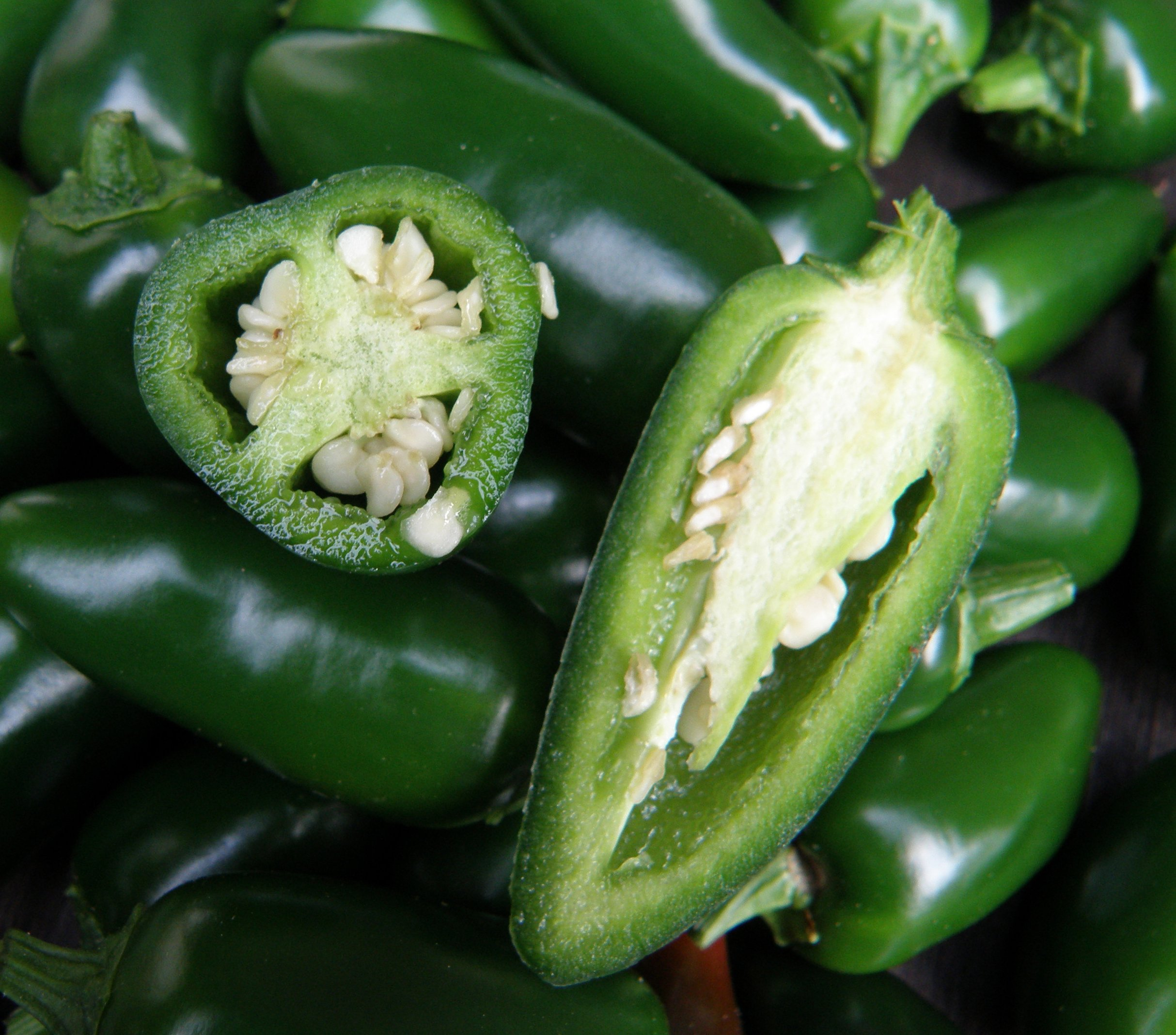
Owoce papryki jalapeño

Jalapeño (wym. /xalaˈpeɲo/) – kultywar papryki rocznej (Capsicum annuum), zaliczana do grupy tzw. papryk chili. Ma niewielkie owoce, a ich ostrość szacowana jest na 3-8 tysięcy SHU. Dojrzałe owoce osiągają rozmiar od 5 do 9 cm i mają zieloną albo rzadziej czerwoną barwę. Jej nazwa pochodzi od miasta Xalapa (stan Veracruz), gdzie była początkowo uprawiana. Główne rejony uprawy jalapeño to stany Veracruz oraz Chihuahua, a także Nowy Meksyk w USA. Inne nazwy tej papryki to m.in.: cuaresmeños, huachinangos i chiles gordos.
Okres wzrostu i dojrzewania tej papryki wynosi od 70 do 80 dni. Przeciętnie z jednej rośliny zrywa się 25-35 owoców. Pod koniec okresu dojrzewania jalapeño przybierają czerwony odcień, który jest jednak mniej pożądany ze względu na walory kulinarne, bardziej ceni się jeszcze zieloną paprykę.
Ostrość jalapeño zależy od klimatu, w którym była uprawiana oraz od sposobu przyrządzania. Charakterystyczny ostry smak z lekko kwaskową nutą daje obecność alkaloidu – kapsaicyny, która występuje w największej ilości w gniazdach nasiennych. Przygotowywanie potraw z tej papryki wywołuje u niektórych osób lekkie podrażnienie skóry, dlatego czasami konieczne jest używanie rękawiczek ochronnych.
Z jalapeño przygotowuje się chipotle, czyli paprykę, która jest wcześniej wędzona. Jest dodawana do sals, zup, serów, mięs i drobiu, zarówno świeża, jak i konserwowana (np. w słoikach).